# George Wearring
George Wearring, né le 2 juin 1928, à London, au Canada et décédé le 3 mars 2013, à London, est un ancien joueur canadien de basket-ball.